# 상어밥
상어밥은 오리온제과에서 출시하여 팔았던 제품이다. 2018년에 출시되었으며 2021년 초에 단종된 과자이다.

## 특징
상어밥은 같은 오리온제과에서 출사하여 판매하던 고래밥의 자매 제품으로 2018년에 최초로 출시되었다. 상어의 그림이 그려져 있으며 과자의 모양에는 각각 상어, 문어, 소라, 귀상어, 가재, 흰동가리, 새우, 해파리가 있으며 이는 실제 상어의 먹잇감들이 되는 해양 생물들의 모양을 가지고 있는 것이다. 2018년에 출시되어 2021년에 고래밥에 최종 흡수되어 단종될 때까지는 편의점이나 매장 등에서 고래밥과 함께 700원의 가격으로 판매되었다. 맛은 크개 새우버거 맛과 매콤한 맛으로 판매된 과자이다.

## 같이 보기
- 오리온제과
- 고래밥